# Sogand Sasanpour
Sogand Sajadian Sasanpour, född 9 mars 1985 i Rasht, Iran, är en svensk författare och advokat. Sasanpour debuterade som författare 2021 med boken Hennes söner. Sasanpour växte upp i Borås, flyttade sedan till Stockholm och studerade på juristprogrammet och arbetar nu som advokat.